# والتر لوبيز (لاعب كرة قدم)
والتر لوبيز (بالإسبانية: Walter Nahún López)‏ هو مدرب كرة قدم ولاعب كرة قدم هندوراسي وغواتيمالي في مركز الدفاع، ولد في 1 سبتمبر 1977 في La Labor ‏ في هندوراس، وتوفي في 9 أغسطس 2015 في La Democracia, Huehuetenango ‏ في غواتيمالا. شارك مع منتخب هندوراس تحت 23 سنة لكرة القدم ومنتخب هندوراس لكرة القدم. أما مع النوادي، فقد لعب مع ريد بول سالزبورغ وكوبان إمبيريال ونادي أوستريا سالزبورغ ونادي بلاتنسي ونادي ماراثون.

## وصلات خارجية
- والتر لوبيز على موقع الاتحاد الدولي (مؤرشف)  (الإنجليزية)
- والتر لوبيز على موقع قاعدة بيانات كرة القدم.إي يو (الإنجليزية)
- والتر لوبيز على موقع ناشيونال فوتبول تيمز (الإنجليزية)
- والتر لوبيز على موقع عالم كرة القدم.نت (الإنجليزية)
- والتر لوبيز على موقع أوليمبيديا (الإنجليزية)